# Provincia Mersin
Provincia Mersin (în trecut: İçel) este o provincie din Regiunea Mediteraneeană, din Turcia, situată pe coasta mediteraneeană. Capitala provinciei este Mersin. Până la 28 iunie 2002, provincia a fost numită İçel.
Provincia are 1.773.852 de locuitori (2016) pe o suprafață de 15.737 km². Numărul rutier rutier este 33. Este delimitată la vest de provincia Antalya, la est de Adana și la nord de Konya, Karaman și Niğde.
Densitatea populației este de aproximativ 113 locuitori/km². 61% din locuitori locuiesc în orașe.
Mersin aparține vechii Cilicia.

## Districte
Mersin este din 1993 un oraș mare (Büyükșehir belediyesi). După o reformă administrativă, din 2014 toate districtele sunt direct subordonate primarului din Mersin. Municipalitățile trecute (Belediye) au fost declasate până la rangul unui Muhtar. Prin urmare, districtele sunt în același timp și municipalități:
| - Akdeniz - Anamur - Aydıncık - Bozyazı - Çamlıyayla - Erdemli - Gülnar | - Mezitli - Mut - Silifke - Tarsos - Toroslar - Yenișehir |